# Gesundheitskarte für Flüchtlinge
Die Gesundheitskarte für Flüchtlinge ist eine elektronische Gesundheitskarte (eGK), die in einigen Bundesländern Deutschlands an Flüchtlinge und Asylbewerber ausgestellt wird.

## Hintergrund
In Bremen besteht eine derartige Karte seit 2006 (sogenanntes „Bremer Modell“), in Hamburg seit 2012, in Nordrhein-Westfalen seit August 2015 und in Berlin, Schleswig-Holstein und Rheinland-Pfalz seit Januar 2016. In anderen Bundesländern ist eine derartige Karte teilweise eingeführt worden oder steht noch in der Vorbereitung oder Prüfung (Stand: April 2016). Das Bundesland Thüringen führte die Gesundheitskarte für Flüchtlinge zum 1. Januar 2017 ein. Innerhalb der Bundesländer, die die Karte eingeführt haben, bleibt es Sache der Kommunen, jeweils zu entscheiden, ob sie einen Vertrag mit einer Krankenkasse zur Einführung der Gesundheitskarte eingehen.
Eine gesetzliche Regelung vom 24. Oktober 2015 (Änderung des § 264 Abs. 1 SGB V) erleichterte den Bundesländern die Einführung einer Gesundheitskarte für diesen Personenkreis. Die Regelung verpflichtet die Krankenkassen, die Kosten der Behandlung von Empfängern von Gesundheitsleistungen nach dem Asylbewerberleistungsgesetz zu übernehmen und eine entsprechende Gesundheitskarte auszugeben, sofern sie durch die zuständige Behörde dazu aufgefordert werden. Die Länder oder Kommunen erstatten den Krankenkassen die Behandlungs- und Verwaltungskosten.
Ein Asylbewerber, der nicht im Besitz einer eGK ist, muss sich – Eingangsuntersuchung und dringende Fälle ausgenommen – vor jedem Arztbesuch an den für ihn zuständigen Sozialarbeiter wenden, der ihm ggf. einen Anforderungsschein für einen Krankenschein ausstellt. Der Arzt, der einen Behandlungtermin vergibt, muss einen Krankenschein beim zuständigen Landratsamt anfordern. Dort überprüfen andere Ärzte, ob eine vorgeschlagene medizinische Behandlung, wenn sie über die akute Grundversorgung hinausgeht, notwendig ist, und teilen das Ergebnis dem Arzt mit, der wiederum seine Rechnung nach der Behandlung an die Kassenärztliche Vereinigung weiterleitet. Asylbewerber müssen mit langen Vorlaufzeiten rechnen und die Entscheidungskriterien sind von Bundesamt zu Bundesamt verschieden. Der Präsident der Bundesärztekammer Frank Ulrich Montgomery kritisierte, Ärzte würden so indirekt zu Sozialrichtern am Patienten.
Zeitweise war eine verpflichtende flächendeckende Einführung der Karte geplant, dies wurde aber nicht durchgeführt.
Umstritten ist, inwieweit die Einschränkung des Zugangs zur medizinischen Versorgung elektronisch zu vermerken ist.

## Weitere Staaten
In Österreich erhalten registrierte Flüchtlinge in den meisten Bundesländern eine e-card, Ausnahmen sind die Bundesländer Salzburg, Tirol und Vorarlberg (Stand: September 2015).